# Kamil Conteh
Kamil Amadu Conteh (* 26. prosince 2002) je profesionální fotbalista ze Sierry Leone, který hraje na pozici záložníka za anglický klub Bristol Rovers FC. Narodil se v Anglii, ale hraje za národní tým Sierry Leone.

## Klubová kariéra

### Watford
Conteh přestoupil do Watfordu v roce 2018 a svou první profesionální smlouvu podepsal v červenci 2021. V prvním týmu debutoval v lednu 2022, kdy se objevil na 16 minut při porážce 4:1 s Leicesterem City ve třetím kole FA Cupu.
Dne 5. února 2022 se Conteh připojil na hostování k týmu National League South Braintree Town na zbytek sezóny 2021/22. Ve stejný den debutoval při remíze 0:0 s Eastbourne Borough, kdy odehrál 87 minut, než ho vystřídal Michael Dome-Benwin. O pouhé dva týdny později vstřelil Conteh svůj první gól v klubu, když v 61. minutě zajistil týmu z Essexu domácí vítězství 1:0 nad Hungerford Town.

### Middlesbrough
V dubnu 2022, kdy mu končila smlouva ve Watfordu, strávil Conteh nějaký čas na zkoušce s týmem EFL Championship, Middlesbrough. Následně s nimi v květnu 2022 podepsal smlouvu.
Dne 1. října 2022 Conteh podepsal smlouvu s klubem National League Gateshead na hostování do 2. ledna 2023. Toto hostování bylo později prodlouženo do konce sezóny, když se za klub v zápasech objevil patnáctkrát a dvakrát skóroval. Za Gateshead se představil při finálové porážce FA Trophy 2022/23 na stadionu Wembley. Na konci sezóny 2022/23 byl Conteh zvolen hráčem roku Gatesheadu.

### Grimsby Town
Dne 3. července 2023 podepsal Conteh za nezveřejněnou částku smlouvu s Grimsby Town.

### Bristol Rovers
Dne 26. ledna 2024 podepsal Conteh smlouvu s klubem EFL League One Bristol Rovers na tři a půl roku za nezveřejněnou částku po aktivaci jeho výstupní klauzule. Místní tisk naznačoval, že zaplacený poplatek se pohyboval kolem 300 000 liber, a to navzdory dřívějším zprávám, že byl dohodnut klubový rekord. Svůj debut si odbyl následující den, kdy zapůsobil při vítězství 3:1 nad Oxfordem United.

## Reprezentační kariéra
Dne 17. března 2022 byl Conteh poprvé povolán do národního týmu Sierry Leone pro přátelské zápasy proti Togu, Libérii a Kongu. O týden později si Conteh připsal svůj první start při porážce 0:3 s Togem, když odehrál celých 90 minut.

## Statistiky

### Klubové
Platí k zápasu hranému 1. října 2024.
| Klub                       | Sezóna            | Liga                  | Liga   | Liga | Národní pohár | Národní pohár | Ligový pohár | Ligový pohár | Ostatní | Ostatní | Celkově | Celkově |
| Klub                       | Sezóna            | Soutěž                | Zápasy | Góly | Zápasy        | Góly          | Zápasy       | Góly         | Zápasy  | Góly    | Zápasy  | Góly    |
| -------------------------- | ----------------- | --------------------- | ------ | ---- | ------------- | ------------- | ------------ | ------------ | ------- | ------- | ------- | ------- |
| Watford                    | 2021/22           | Premier League        | 0      | 0    | 1             | 0             | 0            | 0            | —       | —       | 1       | 0       |
| Braintree Town (hostování) | 2021/22           | National League South | 10     | 1    | —             | —             | —            | —            | —       | —       | 10      | 1       |
| Middlesbrough              | 2022/23           | EFL Championship      | 0      | 0    | 0             | 0             | 0            | 0            | —       | —       | 0       | 0       |
| Gateshead (hostování)      | 2022/23           | National League       | 33     | 2    | 3             | 1             | —            | —            | 6       | 1       | 42      | 4       |
| Grimsby Town               | 2023/24           | EFL League Two        | 25     | 0    | 3             | 0             | 0            | 0            | 1       | 0       | 29      | 0       |
| Bristol Rovers             | 2023/24           | EFL League One        | 17     | 0    | 0             | 0             | 0            | 0            | 0       | 0       | 17      | 0       |
| Bristol Rovers             | 2024/25           | EFL League One        | 8      | 0    | 0             | 0             | 1            | 0            | 0       | 0       | 9       | 0       |
| Bristol Rovers             | Celkově           | Celkově               | 25     | 0    | 0             | 0             | 1            | 0            | 0       | 0       | 26      | 0       |
| Celkově v kariéře          | Celkově v kariéře | Celkově v kariéře     | 93     | 3    | 7             | 1             | 1            | 0            | 7       | 1       | 108     | 5       |

### Reprezentační
Platí k zápasu hranému 10. června 2024.
| Národní tým  | Rok     | Zápasy | Góly |
| ------------ | ------- | ------ | ---- |
| Sierra Leone | 2022    | 7      | 0    |
| Sierra Leone | 2023    | 1      | 0    |
| Sierra Leone | 2024    | 1      | 0    |
| Celkově      | Celkově | 9      | 0    |

## Úspěchy
Gateshead
- Poražený finalista FA Trophy: 2022/23

Individuální
- Hráč roku Gatesheadu: 2022/23